# Arrondissement Ambert
Ambert is een arrondissement van het Franse departement Puy-de-Dôme in de regio Auvergne-Rhône-Alpes. De onderprefectuur is Ambert.

## Kantons
Het arrondissement was tot 2014 samengesteld uit de volgende kantons:
- Kanton Ambert
- Kanton Arlanc
- Kanton Cunlhat
- Kanton Olliergues
- Kanton Saint-Amant-Roche-Savine
- Kanton Saint-Anthème
- Kanton Saint-Germain-l'Herm
- Kanton Viverols

Na de herindeling van de kantons bij decreet van 21 februari 2014, met uitwerking op 22 maart 2015, zijn dat :
- Kanton Ambert
- Kanton Les Monts du Livradois  (deel 25/38)